# Gerhard Stalling

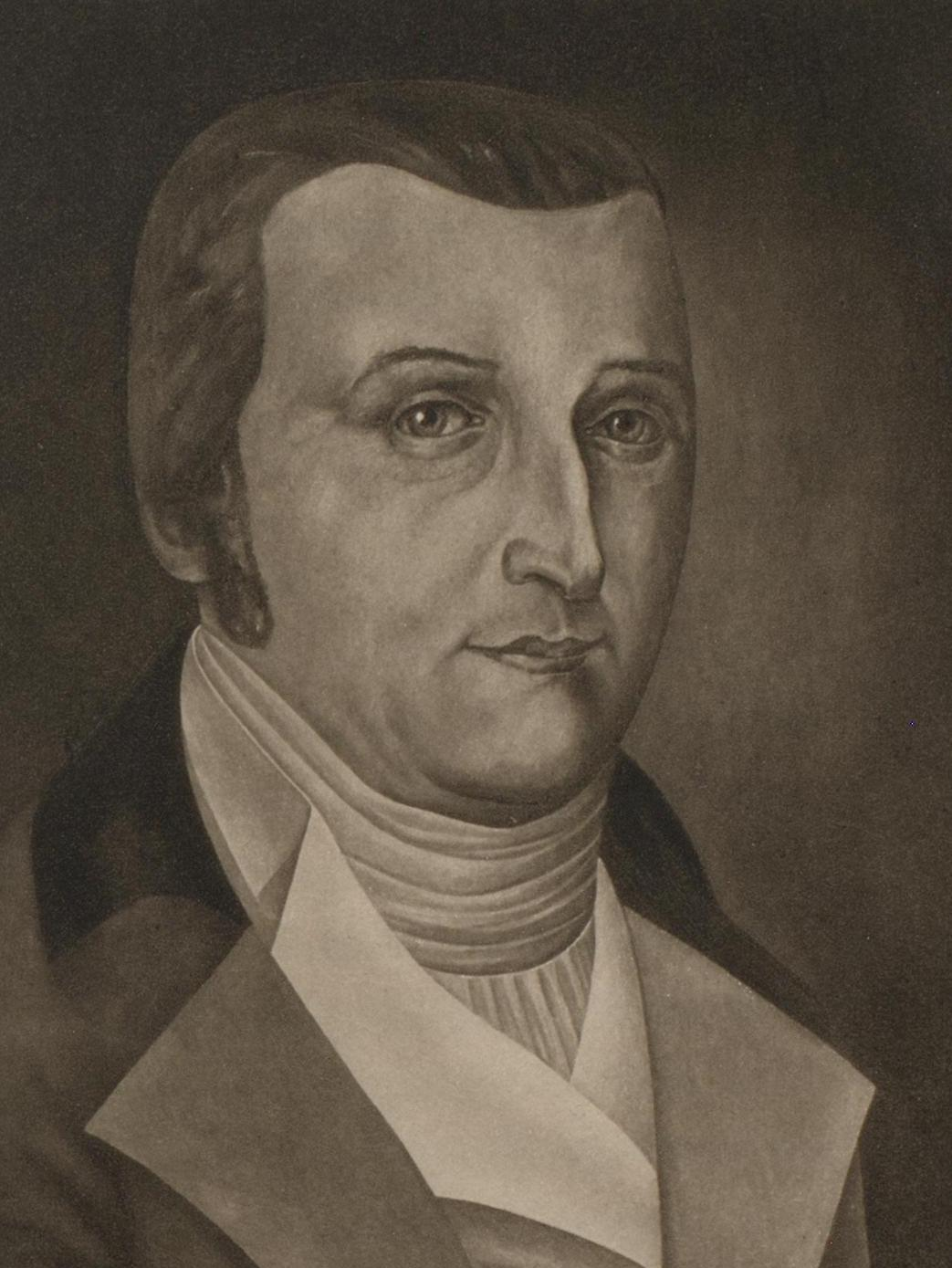
Gerhard Stalling

Gerhard Stalling (* 28. April 1757 in Bergedorf (Ganderkesee); † 21. September 1818 in Oldenburg) war ein deutscher Druckereibesitzer und Verleger. Nach ihm ist das oldenburgische Druck- und Verlagshaus Gerhard Stalling benannt.

## Leben
Stalling entstammte einer alten und weitverzweigten Bauernfamilie der Delmenhorster Geest. Seine Eltern waren der Kleinbauer Johann Heinrich Stalling (1717–1779) und dessen Ehefrau Anna verw. Buschmann († 1800). Er besuchte die Dorfschule und erlangte anschließend im Selbststudium die notwendigen Kenntnisse, um 1773 selbst Schullehrer in seinem Geburtsort zu werden. 1781 erhielt er die Stelle des 2. Stadtschulhalters in Oldenburg. 1784 erhielt er oldenburgische Bürgerrechte. Durch seinen Schwiegervater, den oldenburgischen Buchbinder Gerhard Joachim Strohm (* 1724), kam er in der Folge in Kontakt mit dem Druckereiwesen. 1789 gab er die Schulhalterstelle auf und kaufte mit landesherrlicher Unterstützung den Betrieb des verstorbenen Buchdruckers Johann Heinrich Thiele von dessen Witwe. Um den Betrieb weiterzuführen, ließ sich Stalling am 24. Oktober 1789 von der Buchdrucker-Gesellschaft in Leipzig aufnehmen und wurde dadurch als „wirkliches und wahres“ Mitglied der Buchdruckerkunst anerkannt. Erst mit diesem Privileg durfte er das Buchdrucker-Handwerk ausüben. Die damalige Regierung legte großen Wert auf eine im eigenen Land ansässige Druckerei und gab Stalling eine großzügige finanzielle Starthilfe. Außerdem ermöglichte der Druck der hohen Auflagen des neuen Gesangbuches von 1791 den Aufbau eines modernen und rasch expandierenden Unternehmens.
Neben der Druckerei betrieb Stalling als typische Gründerpersönlichkeit mit ausgeprägtem unternehmerischen Denken eine Reihe weitere Unternehmungen, so war er als Gastwirt, Haus- und Grundstücksmakler sowie als Einzelhändler mit umfangreichem Sortiment tätig.
Nach 1800 konzentrierte er sich allerdings zunehmend auf den Ausbau der Druckerei und des angeschlossenen Verlages, indem er zunächst eine Buch- und Papierhandlung an das Unternehmen angliederte. Weiterhin gründete er eine Papiermühle in Aurich, die 1807 die Produktion aufnahm und sich in der Folge ebenfalls sehr gut entwickelte. 1818 brannte die Papiermühle allerdings ab.
Im selben Jahr wurde Stalling bei Umbauarbeiten der Druckerei durch herabfallende Steine verletzt. An den Folgen dieser Verletzung starb er am 21. September 1818. Das Grabmal der Stallings befindet sich auf dem Gertrudenfriedhof in Oldenburg.
Nach ihm ist eine Straße in Oldenburg benannt.

## Familie
Stalling heiratete am 6. Mai 1783 Margarethe Catharina Strohm (1755–1834), die Tochter des Oldenburger Buchbinders Gerhard Joachim Strohm (* 1724) und der Maria Catharina geb. Logemann (* 1731). Das Ehepaar hatte elf Kinder, von denen nur zwei den Vater überlebten. Der jüngste Sohn Johann Heinrich (1798–1882) übernahm das Verlagshaus nach dem Tod seines Vaters und des ältesten Bruders Hermann Christian († 1829).